# Suwallia marginata
Suwallia marginata är en bäcksländeart som först beskrevs av Banks 1897.  Suwallia marginata ingår i släktet Suwallia och familjen blekbäcksländor. Inga underarter finns listade i Catalogue of Life.